# Поле Бродмана 13
Поле Бродмана 13 є структурним підрозділом кори головного мозку, визначеним дослідним шляхом (на мавпах) й на основі його цитоархитектоніки. Поле Бродмана 13 знайдене й у людському мозку; воно, імовірно, виступає мостом між латеральною й медіальною поверхнею мозку. Тому іноді помилково вважається, що дана ділянка не є окремим полем Бродмана.

## Розташування й пошарова структура
Воно залягає глибоко в Сільвієвій борозні й тому не видне на поверхні головного мозку без розтину, в передній частині острівцевої кори. Поле Бродмана 13 має спільний з іншими частинами інсулярної кори великий молекулярний шар (I) і дуже широкий мультиформний шар (VI).
Зовнішній зернистий шар (II) є відносно щільним. Зовнішня пірамідальна пластинка (III) має центральної смуги меншої клітинної щільності, яка поділяється два підрівня, IIIa і IIIb. Внутрішній зернистий шар (IV) є досить широким і щільним, щоб відокремити чітко підшар IIIb з шаром V. Межа між шарами V і VI визначається великими гангліозними клітинами більш пірамідальної форми, шар V менше, більше веретеноподібних клітин, які стають щільніше і більш однорідними глибше в шарі VI. Часто веретеноподібні клітини розташовані горизонтально, як в огорожі (VICl), які Бродмана вважав ймовірним розширенням шару VI за крайню капсулу  (VICe) (Бродман-1905).